# Werner Deraeve
Werner Deraeve (Poperinge, 14 maart 1950) is een gewezen Belgische voetballer. Hij is scout voor RSC Anderlecht.

## Carrière
Deraeve begon met voetballen bij KFC Poperinge. Op veertienjarige leeftijd maakte hij de overstap naar RSC Anderlecht, waarvoor hij in 1969 zijn debuut maakte in de hoofdmacht. Deraeve was middenvelder en zat vaak op de bank. Hij had in zijn periode bij paars-wit concurrentie van onder andere Jan Verheyen, Jean Dockx en Maurice Martens. Deraeve won met Anderlecht twee keer de landstitel en twee keer de Beker van België.
Zijn Europees debuut maakte Deraeve op 14 januari 1970 in de Jaarbeursstedenbeker. In de uitwedstrijd tegen Dunfermline Athletic FC stond hij in de basis. Anderlecht verloor met 3-2, maar mocht toch een ronde verder.
In 1974 vertrok Deraeve naar Sint-Niklase SK, waar hij zes seizoenen bleef. Nadien ging de middenvelder voor twee seizoenen naar  Union Sint-Gillis. Vervolgens speelde hij voor FC Denderleeuw en KSK Halle.
Deraeve keerde na zijn spelerscarrière terug naar Anderlecht, waar hij eerst als jeugdverantwoordelijke en later als scout aan de slag ging. Een tijd lang was hij hoofdscout als opvolger van Peter Ressel. Deraeve is als scout vooral actief in Afrika en Zuid-Amerika. Hij scoutte onder andere Dieumerci Mbokani en Nicolás Frutos.